# إسار
الإسار أو حَضال جنس نباتي يتبع من الفصيلة البطباطية. يضم 1341 نوعاً من النباتات الطفيلية.

## من أنواعه
- الإسار الأوروبي (باللاتينية: Loranthus europaeus)